# Gymnostomum lessonii
Gymnostomum lessonii är en bladmossart som beskrevs av Bescherelle 1891. Gymnostomum lessonii ingår i släktet kalkkuddmossor, och familjen Pottiaceae. Inga underarter finns listade i Catalogue of Life.